# Batote
Batote (en serbe cyrillique : Батоте) est un village de Serbie situé dans la municipalité de Brus, district de Rasina. Au recensement de 2011, il comptait 345 habitants.

## Démographie
| 1948  | 1953  | 1961  | 1971  | 1981 | 1991 | 2002 | 2011 |
| ----- | ----- | ----- | ----- | ---- | ---- | ---- | ---- |
| 1 007 | 1 099 | 1 128 | 1 070 | 918  | 699  | 498  | 345  |

|  |